# 缺电子分子
缺电子分子或缺電子化合物，指分子中的价电子数少于其形成正常共价键所需电子数的化合物。
例如：
- 乙硼烷若按乙烷结构应需14个价电子，但只含有12个价电子，不能形成像乙烷分子那样的7个二中心二电子键（2c-2e），这时它需要通过三中心二电子键（3c-2e）来补偿。

在分子结构中含有多中心缺电子键的分子称为缺电子分子。
缺电子分子是指中心原子价层电子数少于8的分子，它们通常用两种方式来使自身稳定。
第一种是形成多中心键，使得HOMO电子的离域范围增大，与LUMO的能级差增加，分子更稳定。例如三氯化铝经常以双聚体或多聚体存在，甲硼烷极不稳定易双聚成乙硼烷。还有碳的配位数超过4时，均形成了多中心键，例如Al2(CH3)6、(Ph3PAu)5C+BF4-、C2B10H12、[Co8C(CO)18]2-中碳的分别配位数为5、6、5、8。
第二种是将电子反馈给配体。例如三氟化硼中氟的π轨道电子离域到硼的p轨道内，形成通常所说的{\displaystyle \Pi _{4}^{6}}键，此键键级为1，使得总成键电子数为8。而氯化铍则因为轨道能量相差过大而属于上一种分子。